# Мачек, Станислав
Станислав Владислав Мачек (пол. Stanisław Władysław Maczek; 31 марта 1892, Щирец, близ Львова — 11 декабря 1994, Эдинбург, Шотландия) — генерал брони (1990) Войска Польского. Почётный гражданин Нидерландов.

## Семья и образование
Родился в польской семье хорватского происхождения, его двоюродный брат Владко Мачек был известным хорватским политическим деятелем в межвоенной Югославии. Окончил среднюю школу в Дрогобыче в 1910, изучал литературу и философию в Львовском университете, участвовал в польском национальном движении, в том числе прошёл военную подготовку в Стрелковом союзе (псевдоним — Розлуцкий).

## Первая мировая война
В начале Первой мировой войны намеревался вступить в Польские Легионы, но был призван в австро-венгерскую армию, служил в южно-тирольском полку на итальянской границе. Окончил школу офицеров резерва III корпуса, командовал взводом в 3-м пехотном полку в Граце. В 1915 переведён в элитный 2-й полк тирольских императорских стрелков, воевал на итальянском фронте. С 1916 — инструктор офицерской школы. В октябре того же года произведён в лейтенанты и назначен командиром роты, участвовал во многих боях. В феврале 1918 был ранен, лечился в госпитале в Вене. Вернувшись на итальянский фронт, воевал в подразделении альпийских стрелков, получил чин обер-лейтенанта. Опыт горной войны, полученный Мачеком в рядах австро-венгерской армии, оказался ценным для его будущей карьеры.

## Офицер Войска Польского
После создания независимой Польши, в ноябре 1918, вступил в Войско Польское. Первоначально командовал ротой в Кросно, участвовал в боях против украинских войск, в наступлении в сторону Львова. Однако из-за недостаточной поддержки польское наступление после первоначальных успехов остановилось, и военные действия зимой приняли позиционный характер.
В 1919 создал летучую штурмовую команду, состоящую из четырёх стрелковых взводов и взвода станковых пулемётов и миномётов, с которой воевал под Дрогобычем, Бориславом и Станиславовом. Боеспособность команды была выше, чем у большинства других польских частей, поэтому её бросали на самые трудные участки фронта. В июне 1919 особенно отличился в бою за село Чернёв, взяв штурмом находившуюся на холме позицию украинцев, после чего на него обратил внимание Юзеф Пилсудский. Во главе своего подразделения участвовал в боях у Бучача, Чорткова, Гусятина, выходе к реке Збруч. Осенью 1919 служил на Волыни.
После окончания польско-украинской войны, зимой 1919/1920 переведён на штабную службу. В 1920 году служил в штабе 2-й   армии во время похода на Киев в ходе советско-польской войны. Будучи офицером связи, капитан Мачек оказался отрезан от расположения штаба из-за быстрого наступления 1-й Конной армии. Оказался во Львове, стал командиром сформированного им штурмового батальона, выполнявшего «пожарные» функции на фронте и отличившегося в тяжёлых боях с войсками Красной Армии в середине августа 1920 (см. Сражение под Бродами и Берестечком). На первом этапе сражения при Комарове во главе своего батальона задержал продвижение кавалерии РККА у деревни Варенж (Waręż).
Батальон Мачека был официально назван в его честь (расформирован после окончания советско-польской войны). После войны не вернулся в университет, остался в армии. Служил командиром батальона в 26-м пехотном полку во Львове. С 3 мая 1922 — майор (со старшинством с 1919). В 1923—1924 учился Высшей военной школе в Варшаве, после окончания которой и получения квалификации офицера Генерального штаба, был назначен во II отдел (разведка и контрразведка) Генерального штаба. В 1924-1927 руководил 5-м отделением (экспозитурой) этого отдела во Львове. С 1924 — подполковник. В 1927-1929 — заместитель командира 76-го пехотного полка, в 1929-1935 — командир 81-го полка гродненских стрелков. С 1931 — полковник. В 1935-1938 — командир дивизионной пехоты 7-й пехотной дивизии в Ченстохове.

## Вторая мировая война
Польша
Осенью 1938 назначен командиром 10-й моторизованной кавалерийской бригады (первого польского моторизованного соединения), которой командовал во время сентябрьской кампании 1939. В составе армии «Краков» принял участие в бою под Йорданувом — его бригада 2 сентября остановила наступление 2-й немецкой танковой дивизии, уничтожив около 50 танков противника. Затем бригада в составе оперативной группы «Борута» успешно прикрывала отступление армии, ведя активную оборону и умело используя рельеф местности, наносила существенные потери XVII корпусу немецкой армии, сдерживая развитие блицкрига. Позднее вошла в состав армии «Малопольска». 9 сентября под сильнейшим натиском немцев бригада отступила из Лонцута, в середине сентября участвовала в боевых действиях под Львовом. В условиях успехов немецких войск и вхождения на польскую территорию Красной армии увел бригаду в Венгрию. Мачек пользовался любовью подчинённых, которые прозвали его Баца (так польские горцы называют своих предводителей).
Франция
В октябре 1939 прибыл во Францию. 15 ноября за свои заслуги в сентябрьской кампании был произведён в бригадные генералы. Ему было поручено сформировать танковую дивизию, но из-за трудностей, создаваемых французскими властями, он смог к маю 1940 лишь восстановить бригаду. В июне 1940 воевал против немцев в Шампани, прикрывая отступающие французские войска и переходя в контратаки. После поражения французской армии приказал подчинённым уничтожить технику и добираться до Великобритании, куда прибыл и сам — через Тунис, Марокко, Португалию и Гибралтар.
Нормандия
В октябре 1940 сформировал и возглавил 2-ю бригаду стрелков, которая была затем преобразована в 10-ю танково-кавалерийскую бригаду, а в феврале 1942 — в 1-ю танковую дивизию (16 тысяч человек, 350 танков, 450 автомашин). Первоначально дивизия защищала побережье Шотландии. 1 августа 1944 дивизия высадилась в Нормандии, недалеко от Кана. В составе 2-го канадского корпуса дивизия Мачека участвовала в битве под Фалезом (где сыграла решающую роль в завершении окружения немецких войск), затем воевала в Бельгии и Нидерландах. Благодаря отличному маневрированию, после тяжёлых боёв смог освободить город Бреда без потерь для гражданского населения. 4 мая 1945 дивизия достигла базы Кригсмарине в Вильгельмсхафене, где Мачек принял капитуляцию крепости, базы и остатков немецких войск. С 1 июня 1945 — дивизионный генерал.

## Эмигрант
В 1945 командовал I польским корпусом в Шотландии во время его демобилизации. Остался в эмиграции в Эдинбурге, в 1946 был лишён польского гражданства (восстановлен в 1971). Так как польские военнослужащие не получали британской военной пенсии, был вынужден работать продавцом, а затем барменом в одном из отелей Эдинбурга. Автор мемуаров.
В 1989 последний премьер-министр польского коммунистического правительства Мечислав Раковский принес ему публичные извинения. 11 ноября 1990 президент Польши в изгании Рышард Качоровский произвёл его в генералы брони.
Похоронен на польском военном кладбище в Бреде, где находится музей генерала Мачека и 1-й танковой дивизии. В 2003 в Польше была выпущена монета в 2 злотых с портретом генерала Мачека. В 1986 и 1989 вышли две польские марки с портретами Мачека, посвящённые, соответственно, бою под Йорданувом и битве под Фалезом.

## Награды
Награждён орденом Белого Орла (1994), Кавалерским крестом, Золотым крестом и Серебряным крестом Военного ордена «Виртути милитари», Большим крестом, Командорским крестом, Офицерским крестом, Кавалерским крестом ордена Возрождения Польши, Крестом Храбрых, орденом Бани (Великобритания) и орденом За выдающиеся заслуги (Великобритания). Командор Почётного Легиона (Франция), Командор ордена Короны (Бельгия), Командор ордена Оранж-Нассау (Нидерланды).